# Vương miện Đế quốc Nga, hay Sự trở lại của những kẻ báo thù không bao giờ bị bắt
Vương miện Đế quốc Nga, hay Sự trở lại của những kẻ báo thù không bao giờ bị bắt (tiếng Nga: Корона Российской империи, или Снова неуловимые) là phần tiếp theo của bộ phim Những cuộc phiêu lưu mới của những kẻ báo thù không bao giờ bị bắt, ra mắt lần đầu năm 1972.
Truyện phim phỏng theo tiểu thuyết Lũ quỷ đỏ của nhà văn Pavel Blyakhin.

## Diễn viên
- Viktor Kosykh... Dan'ka
- Mikhail Metyolkin... Valerka
- Vasily Vasilyev... Yashka (cậu bé Sygan)
- Valentina Kurdyukova... Ksanka
- Lev Sverdlin
- Yefim Kopelyan... Ataman Burmash
- Vladimir Treshchalov... Sidor Luty
- Boris Sichkin... Buba Kastorsky
- Inna Churikova
- Nadezhda Fedosova
- Gleb Strizhenov
- Savely Kramarov
- Lev Barashkov
- Vladimir Belokurov